# Дикси (окръг, Флорида)
Окръг Дикси (на английски: Dixie County) е окръг в щата Флорида, Съединени американски щати. Площта му е 2238 km², а населението - 13 827 души (2000). Административен център е град Крос Сити.